# Ome Cor (film)
Ome Cor is een Nederlandse speelfilm uit 2022 geregisseerd door Peter Verhage en Martin van Waardenberg. De film is vrijwel zonder budget geproduceerd en de opbrengst kwam grotendeels ten goede aan het Sophia Kinderziekenhuis.

## Verhaal
De film volgt Rotterdamse havenarbeider ome Cor, die in de problemen komt als hij fraudeert met zijn arbeidsongeschiktheidsuitkering. Hierdoor belandt hij uiteindelijk zelfs in de gevangenis, waardoor zijn relatie met zijn dochter Carola onder spanning komt te staan.

## Rolverdeling
| Acteur                   | Personage                   | Opmerking                                                                                    |
| ------------------------ | --------------------------- | -------------------------------------------------------------------------------------------- |
| Martin van Waardenberg   | Cor Kalkman                 | Ome Cor, hoofdpersonage                                                                      |
| Floortje van Waardenberg | Carola Kalkman              | De dochter van ome Cor, waar hij al vier jaar geen contact meer mee heeft                    |
| Rienus Krul              | UWV-ambtenaar               |                                                                                              |
| Jacqueline Blom          | Mevrouw Spelt               |                                                                                              |
| Huub Stapel              | Joop                        | Bloemenverkoper in bloemenstalletje                                                          |
| Cynthia Abma             | Germaine                    |                                                                                              |
| Pierre Bokma             | Henry                       | Vermogende huisbaas die ome Cor uit zijn huis laat zetten na een grote huurachterstand       |
| Dragan Bakema            | Ricardo                     | Schuinsmarcherende vriendje van Carola                                                       |
| Loes Luca                | Nel                         |                                                                                              |
| Frank Lammers            | Freddy                      |                                                                                              |
| Loes Schnepper           | Miep                        | Vermogende Rotterdamse uit een betere buurt, die bij First Dates aan ome Cor wordt gekoppeld |
| Thomas Acda              | Arie                        | Ajaxfan van wie ome Cor een kopje koffie krijgt aangeboden                                   |
| Peter Heerschop          | Vermeulen                   | Directeur van Blijdorp                                                                       |
| Noortje Herlaar          | Cassière Albert Heijn       |                                                                                              |
| John Buijsman            | Krelis                      | Kapitein SS Rotterdam                                                                        |
| Anne-Marie Jung          | Rechtbanktekenaar           |                                                                                              |
| Margôt Ros               | Rechter                     |                                                                                              |
| Plien van Bennekom       | Openbare aanklager          |                                                                                              |
| Annick Boer              | Griffier                    |                                                                                              |
| Joke Bruijs              | Joke Bruijs                 | Als (een demente versie van) zichzelf, bij wie ome Cor geld komt zoeken                      |
| Lee Towers               | Lee Towers                  | Als zichzelf, een van de weinigen van wie ome Cor wél 50 euro kan lenen                      |
| Wilfried de Jong         | Wilfried de Jong            | Presentator van een radioprogramma op Radio Rijnmond                                         |
| Richard Groenendijk      | Richard Groenendijk         | Als zichzelf                                                                                 |
| Dave de Block            | Filiaalmanager Albert Heijn |                                                                                              |
| Mina van Waardenberg     | Jonge Carola                | Flashback naar een tijd dat de dochter van ome Cor als jong meisje in het ziekenhuis lag     |
| Gijs Scholten van Aschat | Kinderarts                  | Flashback naar een tijd dat de dochter van ome Cor als jong meisje in het ziekenhuis lag     |
| Stefan de Walle          | Meneer Dijkstra             | Autodealer bij wie ome Cor een auto geleend heeft voor een proefrit                          |
| Jack Wouterse            | Karel                       | Vrijwilliger bij de voedselbank, met vele lichamelijke klachten                              |
| Egbert Jan Weeber        | Sociaal werker              | Werkt bij daklozenopvang De Hille                                                            |
| Gerard Cox               | Gerard Cox                  | Als zichzelf, gewezen revue-artiest die weigert om ome Cor geld te lenen                     |
| Jochum Kroon             | Agent 1                     |                                                                                              |
| Leon Mooiman             | Agent 2                     |                                                                                              |
| Bert Simhoffer           | Gevangenisbewaarder         |                                                                                              |
| Annet Malherbe           | BOA 1                       |                                                                                              |
| Ton Kas                  | BOA 2                       |                                                                                              |
| Humberto Tan             | Hoofd afvalbeheer           |                                                                                              |
| Monic Hendrickx          | Vrouw van Cor Kalkman       |                                                                                              |
| Maike Meijer             | Verzorger                   |                                                                                              |
| Martin Roestenburg       | Uitsmijter 1                |                                                                                              |
| Cees Geel                | Hoofd uitsmijter            | Smijt ome Cor zijn flatwoning uit in opdracht van de huisbaas                                |
| Guus Meeuwis             | Brugwachter                 |                                                                                              |
| Katja Schuurman          | Verpleegster                | Flashback naar een tijd dat de dochter van ome Cor als jong meisje in het ziekenhuis lag     |
| Victor Abeln             | Vicor Abeln                 | Als zichzelf, barman bij First Dates                                                         |
| Sergio Vyent             | Sergio Vyent                | Als zichzelf, gastheer bij First Dates                                                       |
| Leny Breederveld         | Annie van Oldenzaal         | Zwerver in de daklozenopvang                                                                 |
| Joris Lutz               | Automonteur                 |                                                                                              |
| Patrick Stoof            | Verkoper Blokhutspecialist  | Probeert aan Hans en Janny een blokhut te verkopen                                           |
| Henry van Loon           | Hans                        | Komt met Janny een blokhut kopen                                                             |
| Jelka van Houten         | Janny                       | Komt met Hans een blokhut kopen                                                              |
| Bert Visscher            | Voorman                     | Oud-collega van ome Cor bij het havenbedrijf                                                 |
| Ahmed Aboutaleb          | Ahmed Aboutaleb             | Als zichzelf, Burg. van Rotterdam                                                            |
| Barry Haagoort           | Barry Haagoort              | Ondernemer die geïnterviewd wordt bij TV Rijnmond                                            |
| Bokito                   | Aap in Blijdorp             | Ome Cor belooft hem en zijn soortgenoten 600.000 bananen                                     |

## Achtergrond
De film werd geregisseerd door Martin van Waardenberg en Peter Verhage, samen schreven zij tevens het scenario voor de film. Van Waardenberg vertolkte daarnaast tevens de hoofdrol in de film, met medewerking van zijn dochter. Daarnaast spelen meerdere bekende acteurs mee, waaronder Pierre Bokma, Frank Lammers en Loes Luca.
Ome Cor ging op 13 december 2022 in première. De film werd in oktober 2024 opgevolgd door de film Opa Cor.